# Ľubomír Moravčík
Ľubomír Moravčík, slovaški nogometaš, * 22. junij 1965.
Za češkoslovaško reprezentanco je odigral 42 uradnih tekem in dosegel šest golov, za slovaško reprezentanco je odigral 38 uradnih tekem in dosegel šest golov.